# Kasbach-Ohlenberg
Kasbach-Ohlenberg  là một đô thị ở huyện Neuwied, bang Rheinland-Pfalz, nước Đức. Đô thị Kasbach-Ohlenberg có diện tích 4,78 km².